# 黑尾斑鯛
黑尾斑鯛為輻鰭魚綱鱸形目鱸亞目鯛科的其中一種，分布於東大西洋區，包括地中海、法國比斯開灣至安哥拉海域，棲息深度可達30公尺，體長可達34公分，棲息在海藻生長的岩石底質海域，成群活動，屬肉食性，以底棲性無脊椎動物為食，可做為食用魚及遊釣魚。